# Immunité cellulaire

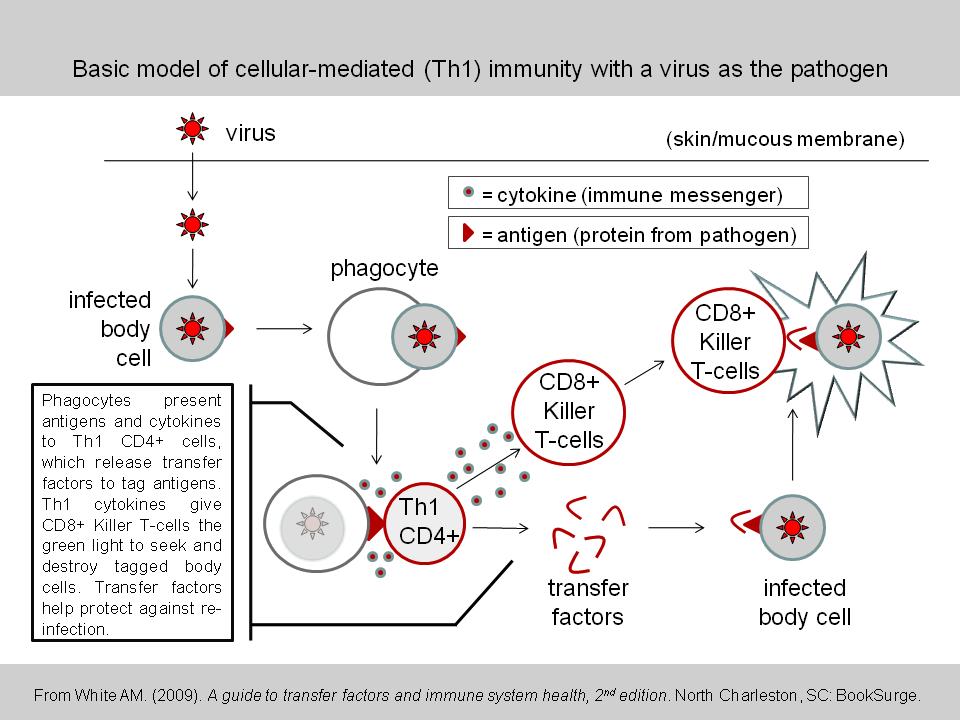
Représentation schématique des réactions d'immunité à médiation cellulaire liée à une infection virale.

Cet article court présente un sujet plus développé dans : Système immunitaire adaptatif, Système immunitaire et Lymphocyte T.
L'immunité cellulaire (ou immunité à médiation cellulaire) est l'un des deux versants complémentaires de l'immunité adaptative — réponse des organismes supérieurs aux agressions. L'autre versant est l’immunité humorale, plus facile à mesurer.
L'immunité cellulaire réagit principalement aux agents qui infectent les cellules, par exemple les virus. Les lymphocytes T jouent le rôle central dans cette immunité.